# David Dunlap
David Coombs "Dave" Dunlap (ur. 19 listopada 1910 w Napie, zm. 16 grudnia 1994 tamże) – amerykański wioślarz, złoty medalista olimpijski.
Wystąpił na igrzyskach olimpijskich w Los Angeles w 1932, gdzie Amerykanie w składzie: Edwin Salisbury, James Blair, Duncan Gregg, David Dunlap, Burton Jastram, Charles Chandler, Harold Tower, Winslow Hall i Norris Graham (sternik) zdobyli złoty medal w ósemkach. W finale o 0,2 sekundy wyprzedzili Włochów i o 2,8 sekundy Kanadyjczyków. Był to jego jedyny start olimpijski.
Kształcił się na Uniwersytecie Kalifornijskim w Berkeley. Z wykształcenia był prawnikiem, prowadził kancelarię adwokacką w San Francisco.